# Partito Nazionalista (Argentina)
Il Partito Nazionalista (spagnolo: Partido Nacionalista, PN) è stato un partito politico dell'Argentina, fondato nel 1862 da Bartolomé Mitre per concorrere alle elezioni presidenziali del 1862.
Il suo principale scopo era "federalizzare" anziché "autonomizzare" la città di Buenos Aires, sostenuta invece dal Partito Autonomista, che fu il principale avversario del Partito Nazionalista.
Il partito si dissolse nel 1890, quando confluì nell'Unione Civica, predecessore della contemporanea Unione Civica Radicale.
Il Partito Nazionalista fondava il suo pensiero sull'ideologie comunemente definita Mitrismo, dal suo leader Bartolomé Mitre. Mitre sosteneva un nazionalismo di stampo romantico e liberale, critico del liberalismo classico i cui eccessi di libertà riteneva portassero al caos e, di conseguenza, alla tirannia. Tale visione era fortemente influenzata dalla lettura storica di Mitre, che si ispirava alle opere del politico dottrinario francese François Guizot. Di conseguenza, il federalismo era visto come una naturale evoluzione caotica e, in linea con l'originale pensiero unitarista, il mitrismo si schierava per un forte presidenzialismo e avversava il populismo del rivale Partito Autonomista.